# Aron Gunnarsson
En aquest nom islandès, el darrer nom és un patronímic, no pas un cognom. La manera de referir-se a aquesta persona és pel nom de pila.
Aron Einar Malmquist Gunnarsson (Akureyri, el 22 d'abril de 1989) és un futbolista islandès, que juga amb l'Al-Arabi. Pot jugar sigui com a lateral dret o al centre del camp.

## Carrera de club
Aron va fitxar pel Coventry City el 17 de juny de 2008. El 8 de juliol de 2011, Aron va acordar un contracte de tres anys amb el Cardiff City com a agent lliure. El juliol de 2018, Aron va signar un nou contracte d'un any.
El març de 2019 es va anunciar que Aron deixaria el Cardiff al final de la temporada i s'uniria al club de la Qatar Stars League, Al-Arabi. El juliol de 2019, es va unir a l'Al-Arabi. El juny de 2022, va ampliar el seu contracte un any més.
L'1 d'agost de 2024, es va anunciar que Aron s'uniria al seu club d'infància, Þór Akureyri, amb un contracte de 18 mesos. El setembre de 2024, Aron va signar amb l'Al-Gharafa de Qatar.